# Salerno
Salernoⓘ (wym. [saˈlɛrno], pol. uproszczona: salerno) – miasto i gmina we Włoszech, w regionie Kampania, w prowincji Salerno, nad zatoką Morza Tyrreńskiego.
Miasto jest ośrodkiem turystycznym i kąpieliskiem morskim. Znajdują się muzea, romańsko-gotycki pałac biskupi oraz zabytkowa katedra.

## Geografia
Według danych na rok 2007 gminę zamieszkiwało 140 580 osób, 2384,33 os./km².

## Historia
W czasach starożytnych Salerno było kolonią rzymską. W 646 zostało zdobyte przez Longobardów. W 839 stało się stolicą księstwa Salerno, wtedy też założono słynną szkołę medyczną w Salerno, w której przetłumaczono wiele arabskich i żydowskich dzieł medycznych. Najsłynniejszym tłumaczem działającym w tej szkole był Konstantyn Afrykańczyk, żyjący w XI wieku. Uczelnia uważana jest za jeden z pierwszych średniowiecznych uniwersytetów. Szkołę zamknięto w 1811.
Około 1075 miasto zostało zajęte przez Normanów. Po XI wieku wchodziło w skład Królestwa Sycylii.
W czasie II wojny światowej w okolicy miasta wylądowały wojska alianckie w trakcie operacji Avalanche.

## Osoby związane z Salerno
- papież Grzegorz VII zmarł w Salerno 25 maja 1085.
- grób Mateusza Ewangelisty, jednego z dwunastu Apostołów, znajduje się w jedenastowiecznej katedrze Św. Mateusza w Salerno.
- bł. Jan Guarna (1190-1242), dominikanin, urodził się w Salerno.
- Roger z Salerno władał Księstwem Antiochii w XII wieku.

## Miasta partnerskie
- Japonia: Tōno
- Francja: Rouen
- Stany Zjednoczone: Youngstown
- Rumunia: Gałacz
- Polska: Wołomin
- Bułgaria: Pazardżik

## Galeria

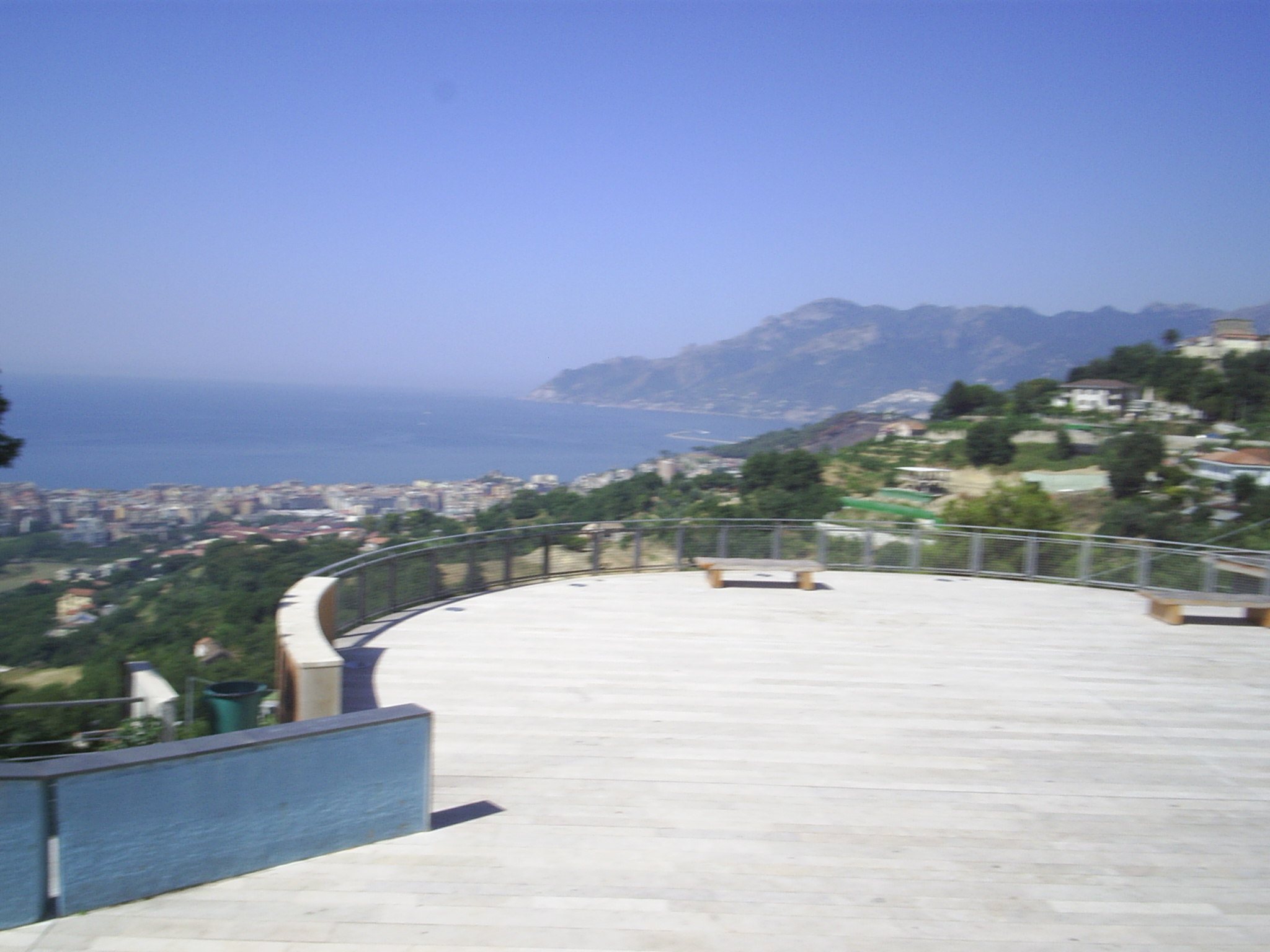
Widok na Salerno z dzielnicy Giovi
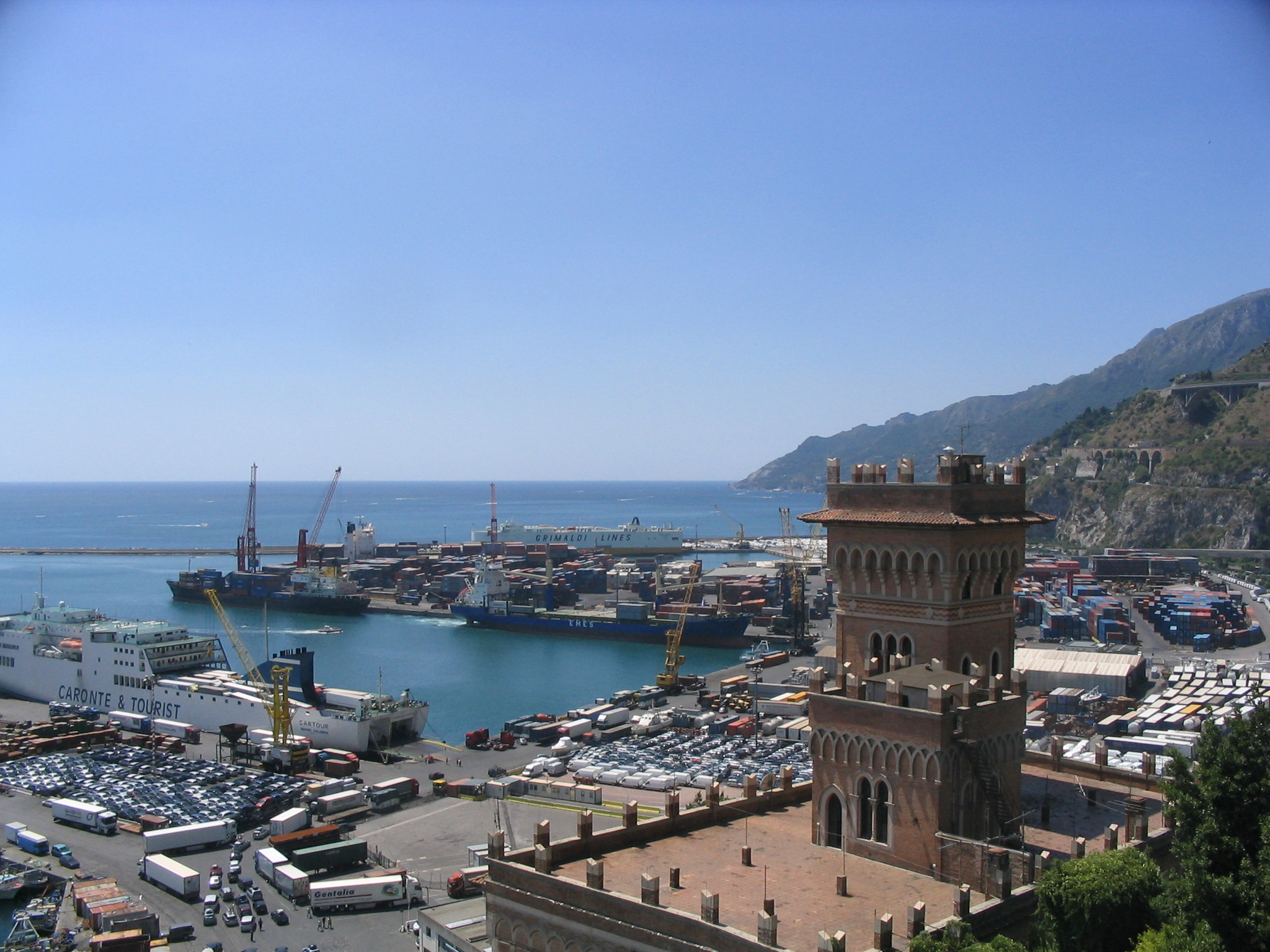
Port
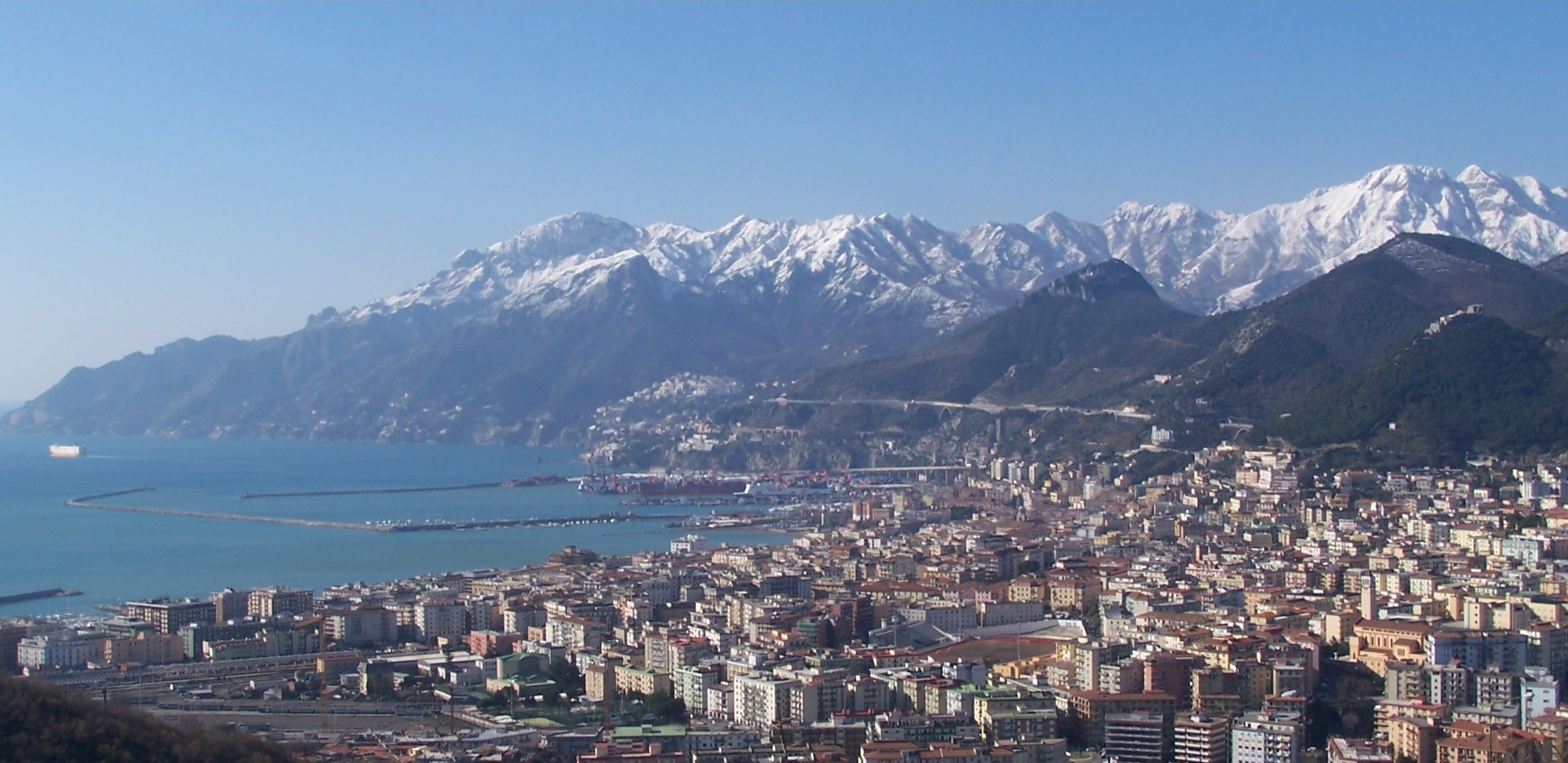
Salerno północne
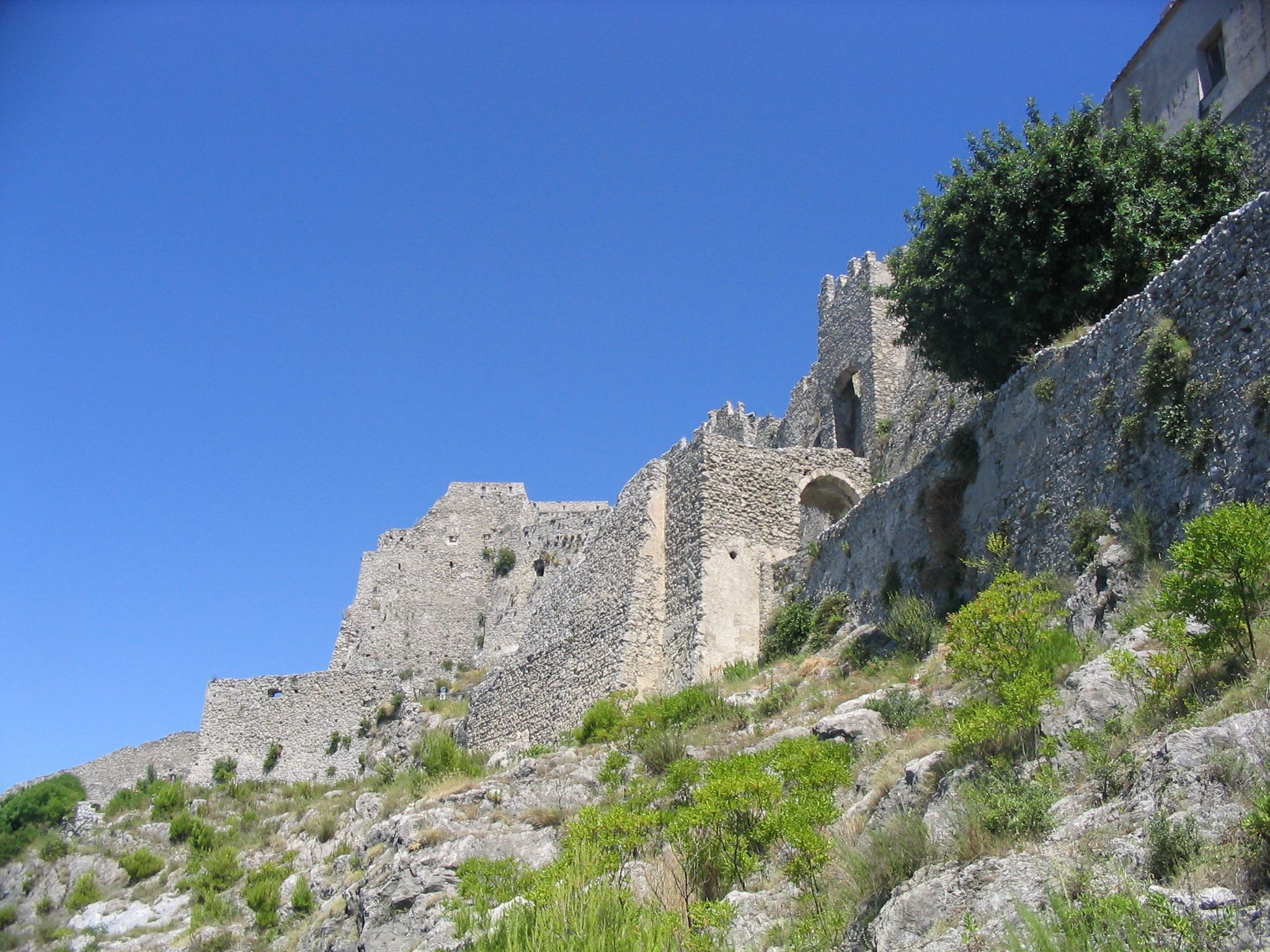
Zamek Arechi